# Paya Tumpi
Paya Tumpi is een bestuurslaag in het regentschap Aceh Tengah van de provincie Atjeh, Indonesië. Paya Tumpi telt 655 inwoners (volkstelling 2010).